# Die weiße Taube
Die weiße Taube ist ein Märchen (ATU 550). Es stand in den Kinder- und Hausmärchen der Brüder Grimm nur in der 1. Auflage von 1812 zusammen mit Die Bienenkönigin, Die drei Federn und Die goldene Gans unter dem Übertitel Von dem Dummling an Stelle 64 (KHM 64a). Später steht es nur noch in der Anmerkung zu KHM 57 Der goldene Vogel, während die drei anderen an Stelle 62, 63 und 64 enthalten blieben.

## Inhalt
Jährlich verschwinden die reifen Birnen von des Königs Baum. Die Brüder wachen nacheinander ein Jahr, aber schlafen in der letzten Nacht ein, bis der Dummling dran ist. Er folgt einer weißen Taube auf einen Berg in einen Felsen und erlöst ein graues Männlein und eine Königstochter.

## Herkunft
Wilhelm Grimm hörte das Märchen laut seiner Notiz 1808 von Margarete Marianne Wild. Gegenüber seiner Handschrift von 1810 ist die Druckfassung sprachlich verbessert. Die Anmerkung stellt die Ähnlichkeit mit KHM 57 Der goldene Vogel fest, weshalb es später nur noch in der Anmerkung dazu vorkommt.